# انطباق
انطباق (انگلیسی: Compliance) یک فیلم در سبک مهیج و شهوانی است که در سال ۲۰۱۲ منتشر شد. این فیلم جایزه هیئت ملی بازبینی فیلم برای بهترین بازیگر نقش مکمل زن را از آن خود کرده است.

## بازیگران
- آن داود
- دریما واکر
- بیل کمپ
- پت هیلی
- اشلی اتکینسن
- مایکل ابوت جونیور
- مت سرویتو
- فیلیپ اتینگر